# Sainte-Thérèse-de-Gaspé
Sainte-Thérèse-de-Gaspé är en kommun i provinsen Québec i Kanada. Den ligger i regionen Gaspésie–Îles-de-la-Madeleine, i den östra delen av landet, 900 km öster om huvudstaden Ottawa.